# Yangoquiròpters
Els yangoquiròpters (Yangochiroptera) són un subordre de ratpenats que inclou la majoria de les famílies de microquiròpters (totes excepte els rinopomàtids, rinolòfids, hiposidèrids i megadermàtids). Aquestes altres famílies formen el subordre dels yinpteroquiròpters juntament amb els pteropòdids.
Es basa principalment en dades de genètica molecular. Aquesta classificació posa en dubte el punt de vista tradicional segons el qual els megaquiròpters i els microquiròpters formaven dos grups monofilètics separats. S'estan duent a terme altres estudis amb metodologia cladística molecular i morfològica per acabar de corroborar-la.
Sembla que el nom «Yangochiroptera» fou encunyat per Karl F. Koopman el 1984.
Com a alternativa als noms subordinals «Yinpterochiroptera» i «Yangochiroptera», alguns investigadors utilitzen «Pteropodiformes» i «Vespertilioniformes», basant-se en la primera descripció de gènere vàlida de cada grup, Pteropus i Vespertilio.